# Бобикевич Остап Олексійович
Бобикевич Остап Олексійович (псевдонім Орест Тирса; 4 вересня 1889, с. Слобода-Болехівська, тепер Долинський район  — 19 липня 1970, Мюнхен) — український композитор і піаніст, інженер. Син Олекси Бобикевича та Осипи Бобикевич-Нижанківської. Небіж композитора Остапа Нижанківського.

## Життєпис
Перші уроки гри на фортепіано одержав від матері. Першу композицію написав, будучи учнем шостого класу Стрийської гімназії.
Рано втратив батька, за порадою та підтримкою батькового друга Євгена Олесницького студіював лісівництво у Відні. У цьому місті також вивчав музику. По закінченні студій очолював управу державних лісів Калуського повіту ЗУНРу. Далі повернувся на короткий час до Львова, де працював у Дирекції лісів та акомпанував хорові «Боян».
Першу пісню написав у 1920 році («Червоні маки» до слів Василя Щурата).
У 1927 році одержав призначення до лісництва біля Варшави. Згодом став лісовим інспектором у лісах Татр.
Під псевдонімом Орест Тирса видав у Варшаві два альбоми під назвою «Мої пісні».
Під час Другої світової війни емігрував до Мюнхена, де розвинув жваву композиторську діяльність, написавши музику до творів Тараса Шевченка, Олександра Олеся, Маркіяна Шашкевича, Лесі Українки, Володимира Сосюри, Богдана Лепкого, Миколи Філянського, Петра Карманського, Володимира Яніва («Отче наш») та
Богдана Бори.
Залишив по собі близько 120 вокальних, інструментальних (для фортепіано й віолончелі) та хорових композицій.
Окремі твори зберігаються у архіві І.Соневицького